# Тихонова Катерина Володимирівна
Катери́на Володи́мирівна Ти́хонова (рос. Тихонова Катерина Владимировна, при народженні Путіна; нар. 31 серпня 1986, Дрезден, НДР) — донька президента Росії Володимира Путіна.

## Біографія

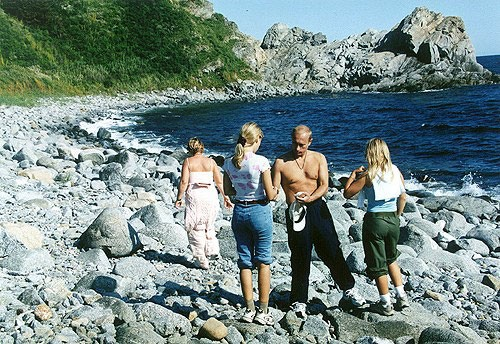
Сім'я Путіна 2002 рік

Катерина Путіна народилася 31 серпня 1986 року в місті Дрезден, НДР, за місцем служби батька, де проживала до 1990 року. На початку 1990-х рр. поступила на навчання в німецьку гімназію Петершуле в Санкт-Петербурзі.
У 1996 році переїхала разом з батьками до Москви у зв'язку з підвищенням батька по службі. За інформацією ЗМІ, Катерина Путіна перестала відвідувати школу для звичайних дітей на початку 2000 року, після того як її батька обрали президентом Російської Федерації.
У 2003 році Катерина закінчила навчання в середній школі. Через два роки після завершення школи вона разом зі старшою сестрою Марією поступила в Санкт-Петербурзький державний університет. Спеціальність — японознавство. У зв'язку з високим державним постом батька, Катерина навчалася індивідуально і так само складала іспити.
У 2015 році фонд молодшої доньки Путіна збагатився на 452 млн рублів. Про це повідомляє російський опозиціонер Олексій Навальний.

## Санкції
Дочка президента РФ Володимира Путіна, який брав участь у формуванні, підтримці, реалізації політики, що проводить військові дії та геноцид цивільного населення в Україні, є підсанкційною особою багатьох країни світу.
19 жовтня 2022 року додана до санкційного списку України.

## Сім'я
- Батько: Путін Володимир Володимирович — президент Росії.
- Мати: Путіна Людмила Олександрівна.
- Сестра: Путіна Марія Володимирівна.
- Чоловік: Кирило Миколайович Шамалов (нар. 22 березня 1982, Ленінград), заступник голови правління компанії «Сибур» по взаємодії з органами влади, власник 21,3-процентного пакету акцій «Сибура», син петербурзького друга Путіна і співвласника банку «Росія» Миколи Терентійовича Шамалова. 25 січня 2018 року агентство Bloomberg повідомило про розлучення Шамалова з Катериною Тихоновою (Путіною), інформація поступила від чотирьох анонімних джерел редакції агентства.[7]
- Друг — Зеленський Ігор Анатолійович[8].